# 一石二鸟
《一石二鸟》（英語：One Stone Two Birds），2005年中国大陆历史剧情片，导演朱延平，主演吴宗宪、林心如、曾志伟、吴孟达、雪村。

## 剧情
该片讲述明朝嘉靖帝时期，严嵩专权，陷害忠臣，祸国殃民，原本是偏远山区的驿丞石仪咆、卜得辽、曾武了三人终于还是转入大混战，为了天下苍生，诛杀严嵩鹰犬，救国救民的故事。

## 演出
| 演员   | 角色   | 备注 |
| 吴宗宪 | 石仪咆 |      |
| 吴孟达 | 曾武了 |      |
| 雪村   | 卜得辽 |      |
| 林心如 | 馨馨   |      |
| 曾志伟 | 老李   |      |
| 高虎   | 柳玉树 |      |
| 王刚   | 鬼见愁 |      |
| 陈龙   | 萧贯虹 |      |
| 赵恺依 |        |      |
| 虞琦   |        |      |
| 安泽豪 | 茅道士 |      |
| 张立威 | 阿亮   |      |
| 沈保平 | 张应龙 |      |
| 林江国 | 小吴   |      |

## 制作
该片是贺岁片，导演朱延平邀请雪村加盟。

## 外部连接
- 豆瓣电影上《一石二鸟》的資料 （简体中文）
- 时光网上《一石二鸟》的資料（简体中文）
- 互联网电影数据库（IMDb）上《一石二鸟》的资料（英文）